# Chatnalli, Bidar
Chatnalli là một làng thuộc tehsil Bidar, huyện Bidar, bang Karnataka, Ấn Độ.